# Mvangane
Mvangane (oder: Mvangan) ist eine Gemeinde im Département Mvila in der Region Sud in Kamerun.

## Geografie
Mvangane liegt im Süden Kameruns, etwa 30 Kilometer vor Gabun.

## Verkehr
Mvangane liegt an der Departementstraße D39.